# Flemming Stadil
Flemming Walther Stadil (9. marts 1938 i Ringe – 30. november 2012) var en dansk kirurg, professor dr.med. og tidligere formand for Retslægerådet.
Stadil var med til at indføre transplantation af bugspytkirtler til sukkersygepatienter i Danmark. Han var endvidere blandt de drivende kræfter i Rigshospitalets forsøg med transplantationer, før de blev indført i Danmark.
Karrieren som læge startede, da han blev færdig med medicinstudiet på Aarhus Universitet. Han valgte at specialisere sig som kirurg, og fik i 1968 ansættelse ved Rigshospitalet, der senere blev omdrejningspunktet for karrieren. Som 40-årig blev han i 1978 ansat som overlæge på Herlev Hospital, fem år senere avancerede han til kirurgisk overlæge på Rigshospitalet; en stilling han besatte i 24 år. Samtidig blev han ved ansættelsen på Rigshospitalet, udnævnt til professor i kirurgi ved Københavns Universitet.
Gennem tiden bestred han en række forskellige tillidsposter – bl.a. som generalsekretær for Dansk Kirurgisk Selskab (1979-82), formand for Dansk Gastroenterologisk selskab (1984-87), formand for Retslægerådet (2003-09), næstformand for Dansk Medicinsk Selskab (1987-89), samt som præsident for Nordisk Kirurgisk Forening (1991-93). Desuden var han menigt medlem af Dyreforsøgstilsynet og Statens Sundhedsvidenskabelige Forskningsråd.
Flemming Stadil udgav flere faglige lærebøger, og har skrevet mere end 200 videnskabelige tidsskriftsartikler.